# Marcelo Salinas Paulino
Marcelo Salinas (Hannover, Alemania, 29 de mayo de 1995) es un futbolista chileno-portugués, nacido en Alemania. Juega como portero.

## Trayectoria
Marcelo es hijo de padre chileno y madre portuguesa, ambos radicados en Alemania. estuvo en las inferiores de Hannover 96 y VfL Wolfsburgo.
También defendió a la selección Sub-17 de Portugal e incluso recibió ofertas para jugar por la selección de Alemania de esa categoría, estuvo en la selección Sub-20 de Fernando Carvallo entrenando con el equipo, además de realizar una gira por Europa en agosto de 2012. Salinas ya había manifestado que le interesaba defender a Chile, tanto fue su interés que decidió radicarse en el país para fichar en las inferiores de Colo-Colo, pero en dicho club no tuvo oportunidades, luego desapareció de las convocatorias del plantel albo donde estuvo un año. 
En el año 2013 se oficializa la contratación de Salinas al Borussia Dortmund club alemán que compró su pase y le hizo contrato por 3 años para las categorías juveniles, quedando libre el año 2015 cuando estaba en la Sub-23.
Para el 2° semestre del año 2016 es contratado por Unión Española de la Primera División de Chile por un año, es el primer equipo en el que hará su debut profesional.

## Clubes
| Club           | País  | Año       |
| -------------- | ----- | --------- |
| Unión Española | Chile | 2016-2017 |